# Corrèze
Corrèze är ett franskt departement i mellersta Frankrike, i regionen Nouvelle-Aquitaine. I den tidigare regionindelningen som gällde fram till 2015 tillhörde Corrèze regionen Limousin. Departementet har fått sitt namn efter floden Corrèze som flyter genom landskapet. Departementet gränsar till Creuse, Haute-Vienne, Cantal, Puy-de-Dôme, Lot och Dordogne. Betydande städer i Corrèze är arrondissementshuvudstaden Brive-la-Gaillarde samt departementshuvudstaden Tulle.